# Pedostibes kempi
Espèce
Synonymes
- Nectophryne kempi Boulenger, 1919

Statut de conservation UICN

 DD  : Données insuffisantes
Pedostibes kempi est une espèce d'amphibiens de la famille des Bufonidae.

## Répartition
Cette espèce est endémique de l'État du Meghalaya dans le nord-est de l'Inde. Elle se rencontre à environ 762 m d'altitude dans les monts Garo.

## Description
L'holotype mesure 34 mm.

## Étymologie
Cette espèce est nommée en l'honneur de Stanley Wells Kemp (1882-1945).

## Publication originale
- Boulenger, 1919 : Description of three new batrachians from the Garo hills, Assam. Records of the Indian Museum, vol. 16, p. 207-208 (texte intégral).